# Cắt cười
Cắt cười (danh pháp hai phần: Herpetotheres cachinnans) là một loài chim săn mồi thuộc Họ Cắt (Falconidae). Loài cắt này chuyên ăn thịt rắn.
Đây là loài cắt có kích thước trung bình, loài cắt cười có chiều dài 46–56 cm và có sải cánh 79–94 cm. Như thường lệ giữa các loài chim săn mồi, con mái có kích thước lớn hơn con trống, con mái có trọng lượng 600-800 g so với con trống 410-680 g.

## Phân loài
Các nhà khoa học ghi nhận được 3 phân loài của loài H. cachinnans :
- H. c. cachinnans
- H. c. chapmani
- H. c. queribundus

## Phạm vi phân bố
Nó được tìm thấy từ cả hai sườn núi ven biển của Mexico qua Trung và Nam Mỹ về phía nam tới Amazon Peru và Bolivia, Brazil, và Argentina và Paraguay phía bắc, ở độ cao lên đến 1500 m (ít khi đến 2400 m ở Colombia), mặc dù nó thường không sinh sống tại khu vực miền núi. Loài này có môi trường sống khác nhau, thường bao gồm ít nhất là cây phân tán;. nó ưa thích hơn các khu vực ẩm ướt với những khô cằn và có xu hướng tránh rừng kín. Loài này nhìn chung là không di cư, mặc dù trong một số nó là loài di chuyển theo mùa.

## Săn mồi
Chúng chủ yếu bắt các loài rắn, bao gồm cả những loài rắn độc như rắn san hô, thằn lằn, và ít khi bắt hơn, động vật gặm nhấm nhỏ, dơi và rết. Cắt cười đâm bổ vào con mồi của nó lúc đang bay, sau đó mổ vào phía sau đầu con mồi, đôi khi nghiến đứt đầu con mồi trong quá trình vồ bắt. Nó tha thức ăn lên cành cây và ăn. Nó có thể tha những con rắn nhỏ trong mỏ và nuốt con mồi từ đuôi, đối với con rắn lớn loài chim cắt cười này kẹp bằng móng vuốt với đầu con mồi hướng về phía trước, sau đó xé con mồi thành mảnh.